# إريك تشالمرز
إريك هنري تشالمرز (29 نوفمبر 1900- 14 سبتمبر 1930) كان لاعب كرة قدم أسترالي لعب مع ساوث فريمانتل في دوري غرب أستراليا لكرة القدم (WAFL) وريتشموند في دوري كرة القدم الفيكتورية(VFL).